# Friedrich Karl Arnold Schwassmann
Friedrich Karl Arnold Schwassmann, nemški astronom, * 25. marec 1870, Hamburg, Nemčija, † 19. januar 1964.

## Življenje in delo
Schwassmann je študiral v Leipzigu in Berlinu, doktoriral je v Göttingenu. Leta 1897 je odšel v Heidelberg na Observatorij Königstuhl, kjer je ostal do upokojitve (1934 ). Odkril je 22 asteroidov. Skupaj z Arthurjem Arnom Wachmannom je odkril tudi komete 29P/Schwassmann-Wachmann, 31P/Schwassmann-Wachmann in 73P/Schwassmann-Wachmann.